# Mighty Instrumentals
Mighty Instrumentals é o décimo quarto álbum de estúdio do músico americano James Brown. O álbum foi lançado em 1966 pela King Records.

## Faixas
| N.º | Título                       | Duração |  |
| 1.  | "Papa's Got a Brand New Bag" | 1:45    |  |
| 2.  | "(Can You) Feel It, Pt. 1"   | 2:56    |  |
| 3.  | "Hold It"                    | 1:54    |  |
| 4.  | "Sticky"                     | 2:50    |  |
| 5.  | "The Scratch"                | 1:46    |  |
| 6.  | "James Brown House Party"    | 2:13    |  |
| 7.  | "Night Train"                | 2:21    |  |
| 8.  | "Every Beat of My Heart"     | 3:39    |  |
| 9.  | "Cross Firing"               | 2:28    |  |
| 10. | "Suds"                       | 2:21    |  |
| 11. | "Doin' the Limbo"            | 2:35    |  |
| 12. | "Choo-Choo (Locomotion)"     | 2:53    |  |